# جورج مورهاوس
جورج مورهاوس (بالإنجليزية: George Moorhouse)‏ (4 مايو 1901 في ليفربول ، إنجلترا – 13 يونيو 1982 في لونغ بيتش ، الولايات المتحدة) لاعب كرة قدم إنجليزي أمريكي راحل كان يجيد اللعب في مركز الظهير الأيسر . مثل منتخب الولايات المتحدة في بطولة كأس العالم لكرة القدم 1930 التي أقيمت في الأوروغواي وبطولة كأس العالم لكرة القدم 1934 التي أقيمت في إيطاليا .

## وصلات خارجية
- جورج مورهاوس على موقع الاتحاد الدولي (مؤرشف)  (الإنجليزية)
- جورج مورهاوس على موقع قاعدة بيانات كرة القدم.إي يو (الإنجليزية)
- جورج مورهاوس على موقع ناشيونال فوتبول تيمز (الإنجليزية)
- جورج مورهاوس على موقع Soccerway.com (الإنجليزية)
- جورج مورهاوس على موقع عالم كرة القدم.نت (الإنجليزية)

- هذا متحف كرة القدم